# Чахтице
Чахтице (слч. Čachtice) насељено је мјесто са административним статусом сеоске општине (слч. obec) у округу Ново Место на Ваху, у Тренчинском крају, Словачка Република.

## Становништво
| Година:    | 1994. | 2004.   | 2014.    | 2024.    |
| ---------- | ----- | ------- | -------- | -------- |
| Број људи: | 3577  | 3626    | 4010     | 3605     |
| Разлика:   |       | +1,36 % | +10,59 % | -10,09 % |

| Година:    | 2023. | 2024.   |
| ---------- | ----- | ------- |
| Број људи: | 3620  | 3605    |
| Разлика:   |       | -0,41 % |

Према подацима о броју становника из 2024. године насеље је имало 3605 становника.